# Llista d'estrelles d'Àries
A sota hi trobareu una llista d'estrelles notables de la constel·lació d'Àries, ordenades per esclat minvant.